# Klothilden-Paläste

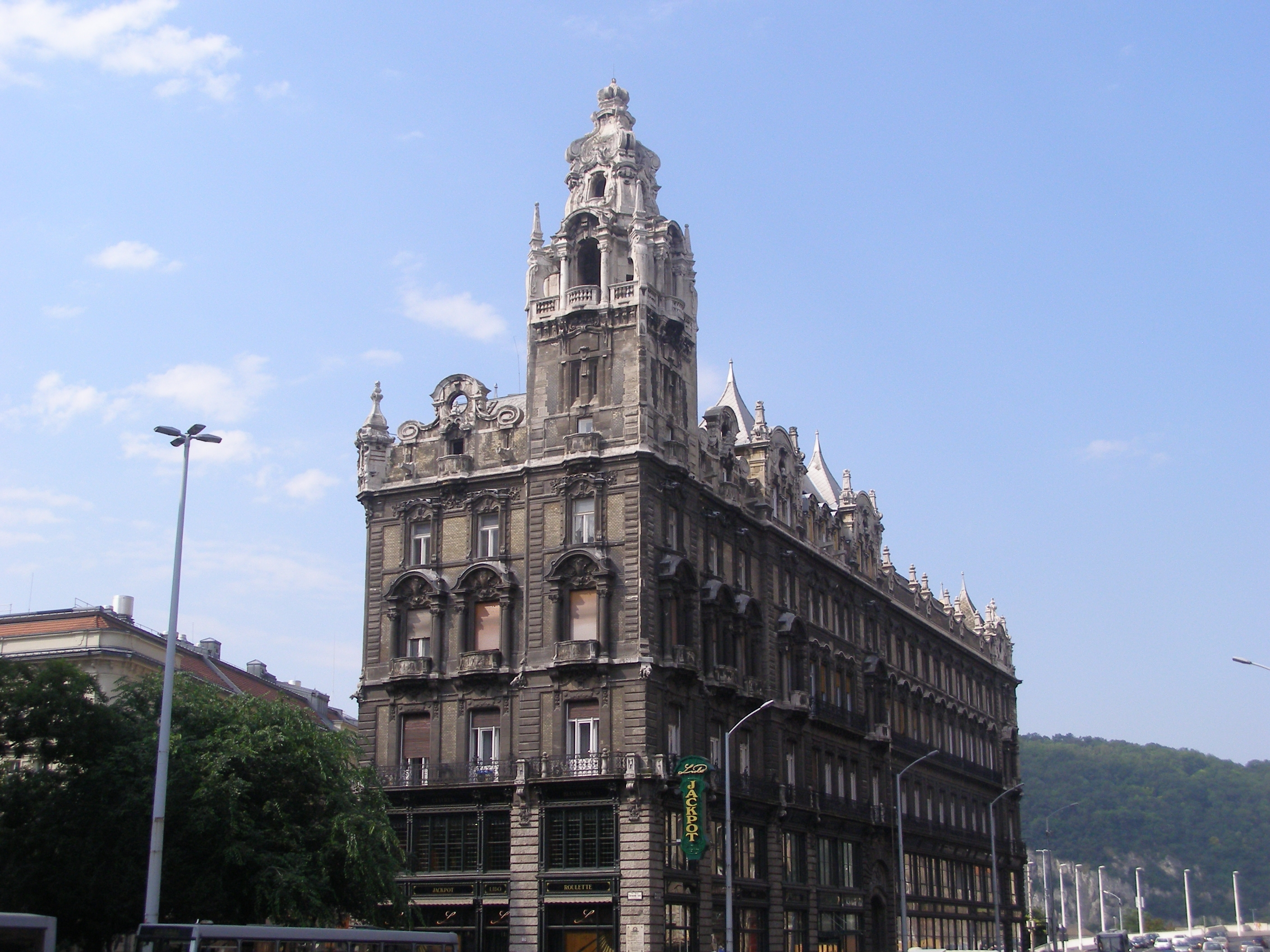
Ein Klothilden-Palast

Die Klothilden-Paläste (ungarisch Klotild paloták) sind Zwillingsbauten, die sowohl als Wohn- wie auch  Geschäftshäuser dienen. Sie stehen als symbolisches Eingangstor an der Elisabethbrücke in Richtung Pest in Budapest. Das Ensemble wurde nach Clotilde von Sachsen-Coburg und Gotha benannt.  
Die Gebäude wurden 1899 bis 1902 nach Plänen der Architekten Kálmán Giergl und Flóris Korb errichtet im Stil des Historismus erbaut. Ursprünglich waren ebenerdig Arkaden vorhanden, wo nun Geschäfte und Gastronomie zu finden ist. 1977 wurde die Häusergruppe unter Denkmalschutz gestellt.